# Jack Clement
Jack Clement (Memphis, 5 april 1931 – Nashville, 8 augustus 2013) was een Amerikaans zanger, songwriter, muziekproducent, filmproducent en scriptschrijver. Hij schreef en produceerde voor artiesten variërend van Johnny Cash (country) en Elvis Presley (rock-'n-roll) tot Louis Armstrong (jazz) en U2 (rock).

## Biografie
Clement was geboren en getogen in Whitehaven, een van de buitenwijken van Memphis in Tennessee, en diende van 1948 tot 1952 bij de mariniers. Ondertussen speelde hij bluegrass in de Buzz and Jack & The Bayou Boys.
In 1954 keerde hij terug naar Memphis en ging hij aan het werk voor Sun Records. Hier mixte hij van 1956 tot 1959 de opnames voor artiesten als Johnny Cash, Roy Orbison en Carl Perkins. Ook werkte hij hier aan de pionierende rock-'n-rollopnames van Jerry Lee Lewis.
Voor deze artiesten begon hij ook muziek te schrijven en Cash behaalde hiermee in 1958 de twee hits Guess things happen that way en Ballad of a teenage queen. In 1959 werd hij ontslagen door Sam Phillips, de eigenaar van Sun Records, naar eigen zeggen vanwege een misverstand.
Clement vertrok vervolgens eerst naar Nashville in Tennessee en één à twee jaar later naar Beaumont in Texas, waar hij samen met Bill Hall de Gulf Coast Recording Studios begon. Op hun suggestie nam George Jones in hun studio het door Dickey Lee geschreven She thinks I still care op, waar Jones een nummer 1-hit mee behaalde. Verder schreef Clement het lied A girl I used to know voor Jones dat goed was voor een nummer 3-notering. Ook schreef hij hits voor andere artiesten, zoals I know one (1960) voor Jim Reeves en Miller's cave (1964) voor Bobby Bare sr.
Na zijn terugkeer in 1965 naar Nashville en had hij een jarenlange muzikale samenwerking met onder meer de Afro-Amerikaanse countryartiest Charley Pride. Voor hem produceerde hij bij elkaar dertien albums. Clement had een belangrijke bijdrage aan het succes van Pride, door bijvoorbeeld aan het begin een demo voor hem te financieren. Ook schreef hij nummers voor hem, waaronder bijvoorbeeld de hit Just between you and me (1966/67). Aan het begin van de jaren zeventig kocht hij een muziekuitgeverij op en richtte hij het label JMI op en opende hij drie opnamestudio's in Nashville. Ook nam hij songwriters in vaste dienst, waarvan er enkele uitgroeiden tot schrijvers van hits, zoals Don Williams, Bob McDill en Allen Reynolds.
In de loop van de jaren produceerde hij voor talloze artiesten voor wie hij soms ook muziek schreef, onder wie Johnny Cash, Waylon Jennings, Elvis Presley, Perry Como, Merle Haggard, Tammy Wynette, Wanda Jackson, Don Williams, Louis Armstrong, Eric Clapton, U2, Ivory Joe Hunter, Mickey Newbury en Ray Stevens. Daarnaast nam hij ook nog twee albums zelf op: All I want to do in life in 1978 en Guess things happen that way in 2004.
Naast zijn werk in de muziekwereld produceerde hij ook films en documentaires, hoewel hij in de jaren zestig en zeventig vooral actief was als scriptschrijver. Wel maakte hij rond 1972 nog een horrorfilm met de naam Dear dead Delilah; hierin speelden bekende acteurs uit die tijd als Agnes Moorehead en Will Geer. Tijdens het Filmfestival van Nashville in 2005 werd zijn productie Cowboy Jack's home movies uitgeroepen tot beste documentaire. In 2007 bracht hij een dvd uit met de naam Shakespeare was a big George Jones fan.
Clement werd in 1973 opgenomen in de Nashville Songwriters Hall of Fame en verder in de Rockabilly Hall of Fame. Verder kreeg hij van de Americana Music Association een Lifetime Achievement Award. In 2013 stond zijn opname in de Country Music Hall of Fame op hem te wachten. Hij overleed echter eerder dat jaar op 82-jarige leeftijd. Hij liet zijn langdurige partner Aleene Jackson, zoon Niles en dochter Alison achter.
- Biblioteca Nacional de España: XX889740
- Bibliothèque nationale de France: cb148379017 (data)
- Gemeinsame Normdatei: 134348338
- International Standard Name Identifier: 0000 0001 1476 6451
- Library of Congress Control Number: n85162167
- MusicBrainz: cf28141b-700b-4d95-9476-309abaa85f85
- Nationale Bibliotheek van Tsjechië: xx0046355
- Nederlandse Thesaurus van Auteursnamen: 07365079X
- SNAC: w66m3kj7
- Virtual International Authority File: 85592530
- WorldCat: E39PBJbtjvKk4jJcqpJ6B8WRrq